# Sveti Jakob
Jakob Starejši (manj ustrezno tudi Jakob Veliki ali Jakob Zebedejev) je bil eden od dvanajstih Jezusovih apostolov, * Betsajda, Galileja; † Jeruzalem, leta 44 (ali 42).
Jakob je pogosto judovsko ime (hebrejsko: יעקב‎ [Yaʿaqov, Jakov] ali [Yaʿăqōḇ, Jakob]) in je povezano z besedo pêta in z Izakovim sinom Jakobom, ki je pri porodu držal svojega brata dvojček Ezava za peto. Pridevnik Starejši (ali Veliki) je dobil zato, da bi ga lažje ločili od drugega apostola z imenom Jakob (Jakob Mlajši). 
Jakob Starejši je bil brat apostola in evangelista Janeza in Jezusov sorodnik. Njuna starša sta bila Zebedej in Saloma, ena izmed žena, ki so spremljale Jezusa in stale ob njegovem križu. Po očetu se sinova imenujeta tudi Jakob Zebedejev in Janez Zebedejev. Jezus jima je dal tudi vzdevek Boanerges - sinova groma.
Jakob in Janez sta se (skupaj z očetom) preživljala z ribolovom na Genezareškem jezeru. Bila sta učenca Janeza Krstnika. Potem ju je Jezus povabil, da se mu pridružita, in postala sta njegova apostola. Poleg Simona Petra sta bila med Jezusovimi najbolj zaupnimi učenci, ki so bili navzoči tudi tam, kjer drugih apostolov ni bilo: pri obuditvi Jairove hčerke, spremenjenju na gori Tabor in v vrtu Getsemani.
Jakob Starejši je bil prvi od apostolov, ki je umrl mučeniške smrti: leta 44 (po nekaterih virih 42) ga je dal Herod Agripa v Jeruzalemu zapreti, bičati in obglaviti z mečem na Sionski gori.
Legenda pravi, da je Jakob pred tem več let preživel na ozemlju današnje Španije in Portugalske, kjer je oznanjal evangelij. Potem se mu je 2. januarja leta 40 prikazala Marija in mu naročila, naj se vrne v Judejo. Marija se je pojavila na stebru, ki je še danes shranjen v cerkvi Naše Gospe od stebra (špansko: Nuestra Señora del Pilar) v Zaragozi. Po Jakobovi smrti so bile njegove relikvije čudežno prenešene v Španijo in so se pojavile na kraju, kjer danes stoji Santiago de Compostela (Santiago = Sveti Jakob). Njegove kosti so prenesli tja najbrž v 7. stoletju, ko so Jeruzalem zasedli muslimanski Arabci. Santiago de Compostela je še danes znana in pomembna romarska pot za romarje iz vse Evrope. Številni romarji opravijo romanje peš  od francosko-španske meja do Santiaga (»Camino de Santiago« - okoli 800 km) ali pa prehodijo vsaj zadnjih 100 km, da prejmejo potrdilo, ki mu pravijo compostela.
Jakob Starejši goduje 25. julija po katoliškem koledarju oziroma 30. aprila po pravoslavnem koledarju. Jakob Starejši velja za glavnega zavetnika Španije in še nekaterih (zlasti špansko govorečih) dežel.
Upodobljen je s knjigo, romarsko palico, na kateri je privezana buča z vodo, torbo in klobukom. Na plašču in klobuku ima t. i. Jakobove školjke. 
V Sloveniji mu je posvečenih 70 župnijskih in podružničnih cerkva. Po njem se imenuje več krajev: Šentjakob ob Savi, Sv. Jakob v Slovenskih goricah, Štjak na Krasu.
Oblike imena Jakob v slovenščini so Jaka, Jaša, Žak, Jakobina, v drugih jezikih pa denimo Santiago, Iago, Diego, Jaime, James in Jim.